# 8471 Obrant
8471 Obrant este un asteroid din centura principală de asteroizi.

## Descriere
8471 Obrant este un asteroid din centura principală de asteroizi. A fost descoperit pe 5 septembrie 1983 la Observatorul de Astrofizică din Crimeea de Liudmila Juravliova. El prezintă o orbită caracterizată de o semiaxă mare de 2,21 ua, o excentricitate de 0,20 și o înclinație de 5,3° în raport cu ecliptica.